# Erik Johan Löfgren

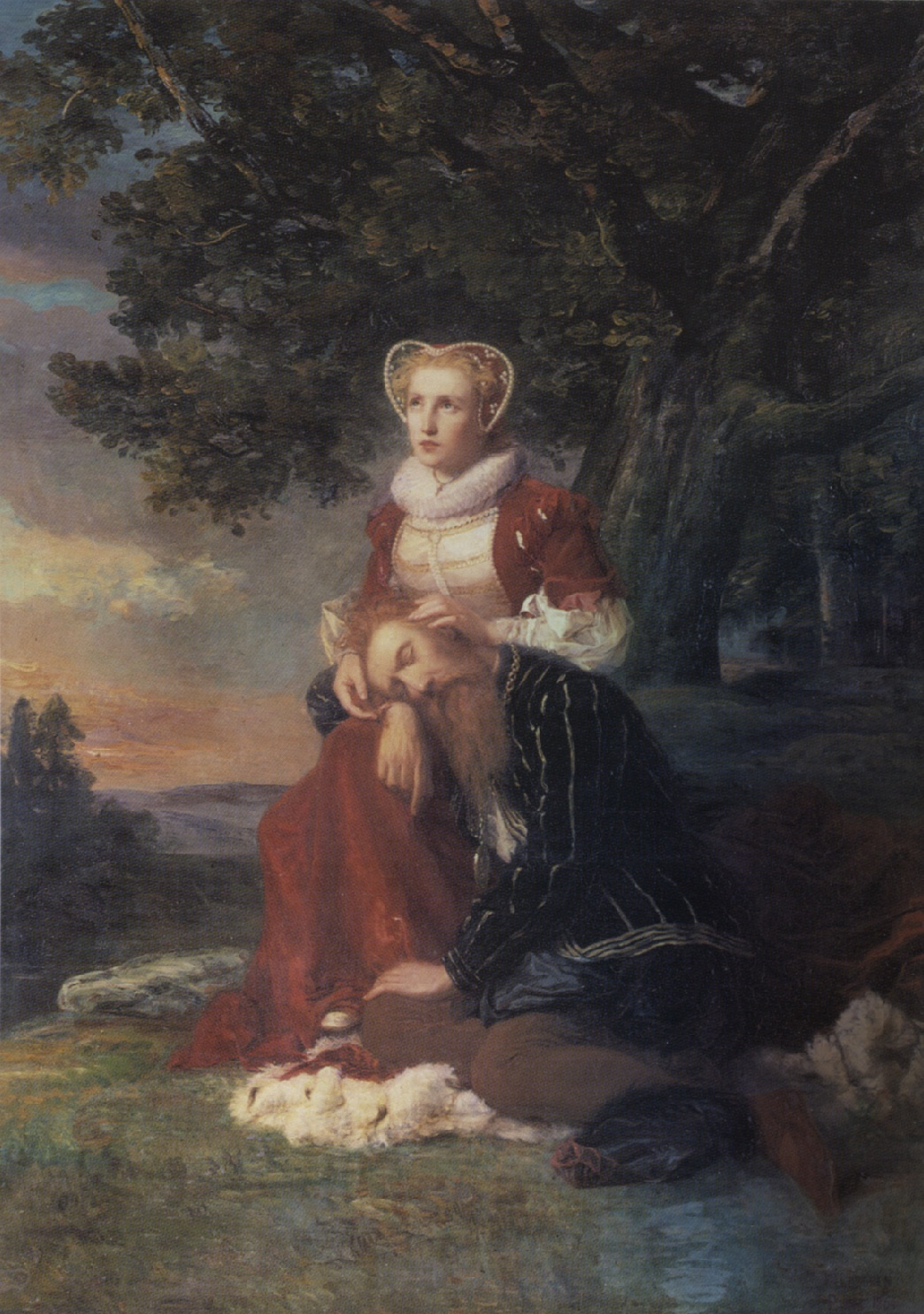
Erik XIV och Karin Månsdotter (1863).

Erik Johan Löfgren, född 15 maj 1825 i Åbo, död där 10 december 1884, var en finländsk målare. 

## Biografi
Löfgren studerade vid Konstakademien i Stockholm 1842–52, debuterade med sitt första originalarbete Den heliga Cecilia 1848, försökte sig på inrådan av Fredrik Cygnæus med Döbeln vid Jutas (endast skissen blev färdig), målade Psyke (1851), vistades i Düsseldorf 1853–58, där han påverkades mest av Theodor Hildebrandt. Där målade han bland annat altartavlan Jesus i örtagården (1854) och Hagar i öknen (1858). 
Efter fyra års vistelse hemma i Finland begav Löfgren sig 1862 till Paris och målade bland annat Drömmar (salongen 1863, nu i Finska Konstföreningen) och Italienska med tamburin (1864). Av de historiska eller romantiska motiv, som han drömde över, fullbordade han 1863 Erik XIV och Karin Månsdotter (den sinnessjuke kungen slumrande med huvudet i Karins knä, sedan hon påträffat honom i skogen, i Finska Konstföreningen). Åren 1865–79 vistades Löfgren i hemlandet och reste 1879 till München, där han 1881 drabbades av ett slaganfall, som helt berövade honom arbetsförmågan. 
Löfgren blev mycket berömd som porträttmålare; bland porträtten kan nämnas självporträtt (från akademitiden i Stockholm 1844, i Finska Konstföreningen), Fredrik Cygnæus (ett av dem på Helsingfors universitet), Johan Ludvig Runeberg (flera, ett av 1861 sammastädes), Carl Gustaf Estlander (1864) och Zacharias Topelius (1872). Löfgren är välrepresenterad i Finska Konstföreningen och Åbo museum äger bland annat Den heliga Cecilia.
Han tilldelades Litteris et Artibus 1866.